# Shaghayegh Bapiri
Shaghayegh Bapiri (persisch شقایق باپیری; geboren am 4. März 1991 in Sanandaj) ist eine aus dem Iran stammende Handballspielerin, die auf der Spielposition im rechten Rückraum eingesetzt wurde. Als Mitglied der iranischen Nationalmannschaft beantragte sie im Jahr 2021 Asyl in Spanien.

## Vereinskarriere
Sie spielte im Iran bis 2021 beim Verein Eshtad Sazeh Mashhad.

## Auswahlmannschaften
Bapiri bestritt mindestens 285 Länderspiele mit der iranischen Handballnationalmannschaft, in denen sie 32 Tore erzielte.
Während der Weltmeisterschaft 2021 in Spanien, bei der Iran zum ersten Mal an einer Weltmeisterschaft teilnahm, setzte sich Shaghayegh Bapiri von der iranischen Delegation ab und beantragte Asyl. Sie begründete dies mit den aufgelegten Einschränkungen für Sportlerinnen im Iran. Der Präsident des iranischen Verbands, Alireza Pakdel, wies die Vorwürfe zurück und sagte, Bapiri würde „alle iranischen Sportlerinnen in Gefahr bringen, nicht zu internationalen Wettkämpfen geschickt zu werden“. In einem späteren Interview berichtete Bapiri, dass Irans Spielerinnen vor Auslandseinsätzen eine Kaution hinterlegen müssten, um ihre Rückkehr zu gewährleisten.